# Lista de vereadores de Porangatu da 17.ª legislatura
Lista de vereadores de Porangatu da 17.ª legislatura, esta lista abrange os vereadores que exerceram mandato no quadriênio 2017-2021, quando foram sucedidos pela da 18.ª legislatura(2021-2025). Os vereadores legislaram na Câmara Municipal de Porangatu.

## Composição de bancadas
| Partido | Líder                           | Bancada | Posição  |
| ------- | ------------------------------- | ------- | -------- |
| PSC     | Pedro de Almeida Rodrigues      | 2 / 13  | Oposição |
| PRB     | Valcir Simões                   | 2 / 13  | Oposição |
| MDB     | Clodoaldo Santinelo             | 1 / 13  | Oposição |
| PPL     | Adriano José da Costa           | 1 / 13  | Oposição |
| PSDB    | André Luiz Gonçalves e Oliveira | 1 / 13  | Governo  |
| PTB     | Valmir Martins                  | 1 / 13  | Governo  |
| PP      | Marcílio Mendonça Rios          | 1 / 13  | Governo  |
| PSB     | Antônio Alves Pereira           | 1 / 13  | Governo  |
| DEM     | Edmilson Andrade                | 1 / 13  | Oposição |
| PCdoB   | Cleoci Rodrigues                | 1 / 13  | Oposição |
| PHS     | Waltham Glória                  | 1 / 13  | Governo  |

## Vereadores por bancada e votação
| Partido                     | Partido | Nome                            | Votação Numérica | Votação Percentual | Cidade natal |
| --------------------------- | ------- | ------------------------------- | ---------------- | ------------------ | ------------ |
|                             | MDB     | Clodoaldo Santinelo             | 970              | 4,02%              | Mendonça     |
|                             | PPL     | Adriano José da Costa           | 798              | 3,31%              | Porangatu    |
|                             | PSC     | Pedro de Almeida Rodrigues      | 783              | 3,25%              | Casa Nova    |
| Pedro Roberto dos Santos    | PSC     | 732                             | 3,03%            | Porangatu          |              |
|                             | PSDB    | André Luiz Gonçalves e Oliveira | 778              | 3,22%              | Porangatu    |
|                             | PTB     | Valmir Martins Ribeiro          | 714              | 2,96%              | Formoso      |
|                             | PP      | Marcílio Mendonça Rios          | 700              | 2,90%              | Porangatu    |
|                             | PSB     | Antônio Alves Pereira           | 669              | 2,77%              | Porangatu    |
|                             | DEM     | Edmilson Andrade                | 664              | 2,75%              | Porangatu    |
|                             | PCdoB   | Cleoci Rodrigues                | 606              | 2,51%              | Porangatu    |
|                             | PHS     | Waltham Glória                  | 560              | 2,32%              | Porangatu    |
|                             | PRB     | Evalcir Cândida Simões          | 320              | 1,33%              | Porangatu    |
| José Ueliton de Moura Durão | PRB     | 231                             | 0,96%            | Porangatu          |              |

## Listas de Mesas Diretoras[17]

### Biênio 2017-2018[18][nota 2]
| Nome                | Retrato | Partido | Cargo           |
| ------------------- | ------- | ------- | --------------- |
| Edmilson de Andrade |         | DEM     | Presidente      |
| Clodoaldo Santinelo |         | MDB     | Vice-presidente |
| José Durão          |         | PRB     | 1º Secretário   |
| Cleoci Rodrigues    |         | PCdoB   | 2º Secretário   |

### Biênio 2018-2019[19]
| Nome                | Retrato | Partido | Cargo           |
| ------------------- | ------- | ------- | --------------- |
| Waltham Glória      |         | PHS     | Presidente      |
| Pedro Roberto       |         | PSC     | Vice-presidente |
| Adriano da Costa    |         | PPL     | 1º Secretário   |
| Clodoaldo Santinelo |         | MDB     | 2º Secretário   |

### Biênio 2019-2020[18]
| Nome                | Retrato | Partido | Cargo           |
| ------------------- | ------- | ------- | --------------- |
| Clodoaldo Santinelo |         | MDB     | Presidente      |
| Edmilson Andrade    |         | DEM     | Vice-presidente |
| Cleoci Rodrigues    |         | PCdoB   | 1º Secretário   |
| Adriano da Costa    |         | PPL     | 2º Secretário   |

### Biênio 2020-2021[18]
| Nome             | Retrato | Partido | Cargo           |
| ---------------- | ------- | ------- | --------------- |
| Adriano da Costa |         | PPL     | Presidente      |
| Cleoci Rodrigues |         | PCdoB   | Vice-presidente |
| Waltham Glória   |         | PHS     | 1º Secretário   |
| Pedro Roberto    |         | PSC     | 2º Secretário   |

## Mortes
| Incumbente                 | Incumbente | Data de Nascimento  | Data da morte         | Partido | Refs         |
| -------------------------- | ---------- | ------------------- | --------------------- | ------- | ------------ |
| Pedro de Almeida Rodrigues |            | 29 de junho de 1956 | 6 de setembro de 2020 | PSC     | [ 20 ] [ 6 ] |